# Mais Linhas Aéreas

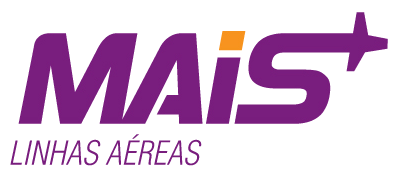

Mais Linhas Aéreas fue una empresa aérea brasileña fundada en 2010. Fue autorizada para operar vuelos domésticos regulares y no regulares.

## Historia
Mais Linhas Aéreas fue fundada en el año 2010. El 14 de agosto de 2012, recibió su autorización para empezar a operar vuelos domésticos. 

## Destinos
Esta aerolínea operaba vuelos chárter contratados por agentes turísticos.

## Flota
En noviembre de 2012, Mais Linhas Aéreas tenía la siguiente flota: 
| Aeronaves  | Cantidad | Pasajeros | Notas                |
| ---------- | -------- | --------- | -------------------- |
| Fokker 100 | 2        | 100       | Introducidos en 2012 |